# Siro Marrocu
Siro Marrocu (Villacidro, 9 dicembre 1954) è un politico italiano.

## Biografia
Alle elezioni politiche del 2008 viene eletto alla Camera dei Deputati, nella circoscrizione Sardegna, nelle liste del Partito Democratico. Viene confermato deputato anche alle elezioni politiche del 2013.
È anche presidente della Villacidrese, società calcistica della sua città che ha militato in Lega Pro Seconda Divisione.